# Fier (district)
Fier (Albanees: Rrethi i Fierit) is een van de 36 districten van Albanië. Het heeft 200.000 inwoners (in 2004) en een oppervlakte van 850 km². Het district ligt in het zuidwesten van het land in de prefectuur Fier. De hoofdstad van het district is de stad Fier.
Het district Fier staat bekend vanwege de historische stad Apollonia, waar Cicero, de beroemde Romeinse redenaar, korte tijd heeft gestudeerd.

## Gemeenten
Fier telt 17 gemeenten, waarvan drie steden.
- Cakran
- Dërmenas
- Fier (stad)
- Frakull
- Kuman
- Kurjan
- Levan
- Libofshë
- Mbrostar
- Patos (stad)
- Portëz
- Qendër Çlir
- Roskovec (stad)
- Ruzhdie
- Strum
- Topojë
- Zharrëz

## Bevolking
In de periode 1995-2001 had het district een vruchtbaarheidscijfer van 2,33 kinderen per vrouw, hetgeen lager was dan het nationale gemiddelde van 2,47 kinderen per vrouw.
Berat · Bulqizë · Delvinë · Devoll · Dibër · Durrës · Ëlbasan · Fier · Gjirokastër · Gramsh · Has · Kavajë · Kolonjë · Korçë · Krujë · Kuçovë · Kukës · Kurbin · Lezhë · Librazhd · Lushnjë · Malësi e Madhe · Mallakastër · Mat · Mirditë · Peqin · Përmet · Pogradec · Pukë · Sarandë · Skrapar · Shkodër · Tepelenë · Tirana · Tropojë · Vlorë